# Josephine Cochrane
Josephine Cochrane, född Garis 8 mars 1839 i Ashtabla County i Ohio, USA, död 3 augusti 1913 i Chicago i Illinois, var en amerikansk uppfinnare. Hon uppfann 1886 den första moderna diskmaskinen i Shelbyville.
Cochrane var en högreståndsperson som ofta hade större middagar. För att undvika att hennes tjänstefolk slog flisor ur porslinet när de diskade började hon fundera på hur en maskin skulle kunna göra diskningen enklare och säkrare och bestämde sig för att tillverka en.
Hon mätte diskgodset och konstruerade korgar av metalltråd för att hålla de olika typerna av diskgods på plats. Från ett motordrivet hjul i maskinens botten sprutades varmt tvålvatten upp mot diskgodset, en metod som de flesta hemdiskmaskiner fortfarande bygger på.
Hon byggde först maskiner åt sina vänner som var mycket imponerade av konstruktionen och senare fick hon order från restauranger och storhushåll. Maskinen var relativt utrymmeskrävande och ingenting för mindre privata hushåll. Hon tog patent på sin uppfinning (Dish-washing machine US 355 139 A) i december 1886 och började tillverkning i större skala. På världsutställningen World Columbian Exposition i Chicago 1893 vann hon ett första pris för sin uppfinning. Hon startade företaget Garis-Cochran Manufacturing Company och drev det till sin död 1913. Företaget blev senare en del av KitchenAid och är idag en del av Whirlpool.